# Zeno Vancea
Zeno Octavian Vancea (Bocșa, 8 octobre 1900 – Bucarest, 15 janvier 1990) est un compositeur, musicologue, critique musical, chef de chœur, pianiste et professeur roumain.

## Biographie
Zeno Vancea étudie à Lugoj avec Ion Vidu et Joseph Willer, à Cluj avec Gheorghe Dima (1919–1921) et Augustin Bena, puis au Conservatoire de Vienne (1921-1926, 1930-1931) le contrepoint et la composition avec Ernst Kanitz. Plus tard, il adhère aux principes et à l'atonalisme promus par la seconde école de Vienne (Arnold Schönberg, Anton Webern et Alban Berg), principes que l'on retrouvera de manière sélective dans sa création sans pour autant abandonner complètement les traditions de l'école roumaine. Lorsqu'il est à Vienne, il dirige également le chœur de la cathédrale orthodoxe de Vienne. 
Zeno Vancea enseigne le contrepoint et l'histoire de la musique au Conservatoire de Târgu Mureş (de 1935 à 1940 et 1945-1948) et à celui de Timișoara (1940–1945).
Ensuite, il est directeur général de l'enseignement artistique à Bucarest (1949–1950), professeur au Conservatoire de Bucarest (1952–1968), secrétaire (1949–1953), puis vice-président (1953–1977) de l'Union des compositeurs et musicologues de Roumanie, puis il travaille pour Revista Muzica (1953–1964), dont il devient le rédacteur en chef entre 1957 et 1964.
Il est lauréat du prix « Gottfried von Herder » de l'Université de Vienne (1974).
Il meurt à Bucarest en 1990.

## Prix et récompenses
- Lauréat du prix de composition Georges-Enesco (1934).
- Troisième prix de composition Georges-Enesco (1936).
- Deuxième prix de la composition Georges-Enesco (1937, 1938).
- Prix de composition Georges-Enesco (1943).
- Prix d'État (1954).
- Prix de la création de l'Union des compositeurs (1968, 1975, 1977).
- Prix international Gottfried-von-Herder de l'université de Vienne (1974).
- Membre correspondant de l'Académie des arts de Berlin, RDA (1975)[1].

## Œuvre
Zeno Vancea est l’un des principaux compositeurs de musique de chambre roumaine.

### Écrits
Zeno Vancea est l'auteur de nombreuses études musicologiques, ainsi que de deux ouvrages importants sur l'histoire de la musique roumaine des XIXe et XXe siècles, surtout Enesco, Bartók, Kodály et Janáček qu'il étudie dans perspective de la cristallisation de l'idiome musical roumain.
- L'église de la musique chorale dans le roumain imprimé à Editura Mentor (Moravetz) dans la ville de Timisoara (1944)
- Istoria muzicii universale şi româneşti (1938)
- George Enescu (1964)
- Les études et essais (1953-1964),
- Creaţia muzicală românească, secolele XIX–XX, en deux volumes (vol.I, 1968, vol.2 1979),
- Studii şi eseuri muzicale, Editura muzicală, Bucarest, 1974.

### Orchestre
- Rapsodiile bănățene n°1 (1926) et n° 2 (1928)
- Deux danses populaires pour orchestre (1931)
- Priculiciul, suite de ballet (1931),
- Triptique : Préambule. Intermezzo, Mars (1958)
- Cinq pièces pour orchestre à cordes (1964)
- Sinfonietta n° 2 (1967)
- Prologue symphonique (1974)
- Sonate pour orgue et orchestre à cordes (1976),

### Musique de film
- Viața nu iartă (La vie ne pardonne pas) (1958),

### Musique pour cuivres
- Rhapsodie militaire (1958),

### Musique chorale d'église
- Psaume 127 (1927),
- Liturgie pour chœur mixte sur les chansons du Banat (1928)
- Messe n° 2 (1938).